# Martín Rivas
Martín Rivas es una novela chilena del género realista y costumbrista del siglo XIX, y obra cumbre escrita por el novelista y diplomático chileno Alberto Blest Gana, y publicada en 1862. Es considerada como la primera novela realista escrita en Chile.
Es posible catalogarla como una novela histórica, dada su forma de enfrentar los acontecimientos de la época en la que se ambienta, también como su novela El loco Estero, que si bien no goza de la misma popularidad, cuenta con una gran ambientación temporal.
La novela, narrada en forma particularmente amena en tercera persona, retrata fielmente no solo la sutil naturaleza femenina en sus relaciones con el sexo opuesto, sino que también perfila los personajes típicos y costumbres sociales de la época, la siutiquería en la  estratificada sociedad santiaguina de entonces; y el encuentro entre dos jóvenes de mundos contrapuestos y disímiles vistos desde la condición social y política de la época.

## Resumen
En Santiago del siglo XIX (Chile), en 1850, proveniente de una buena familia del norte de Chile (Copiapó), un joven muy talentoso de buena apariencia, cuya familia ha caído en desgracia económicamente, llamado Martín Rivas, es hospedado por los Encina, una familia principal de la crème de la clase alta capitalina radicada en un barrio aristocrático cercano a Campo de Marte (actual Barrio Dieciocho colindante con el Parque Cousiño). Don Dámaso -padre y cabeza de la familia- acoge a Martín por tener deudas de gratitud con el fallecido padre de éste, José Rivas, debido a que la simiente de su fortuna personal se debe a la venta de una mina de propiedad del difunto.
A cambio del hospedaje, el joven Rivas se encarga de las contabilidades de Don Dámaso, quien es además un encumbrado y respetado personaje social y político (partido conservador) de la sociedad chilena, muy convulsionada en aquella época marcada por corrientes políticas importadas (liberalismo radical) y además por convencionalismos y prejuicios discriminativos vigentes (véase Sociedad de la Igualdad). Pronto Martín se gana la estima y confianza de Don Dámaso y le confía mayores responsabilidades rechazando recibir pecunio por sus servicios.
Martín ingresa a estudiar Leyes al Instituto Nacional, donde conoce a un enigmático amigo: Rafael San Luis, muy respetado en su entorno, quien lo ayuda a adaptarse más fácilmente a ese ambiente desconocido y hostil. El carácter pueblerino de Martín le hará pasar más de una mala jugada en Santiago y contrastará fuertemente frente al ambiente discriminativo en que se desenvuelve, pero su amigo, Rafael, le ayuda a salvar esas situaciones. Martín pronto destaca en las aulas por su expresividad oral y claridad de pensamientos. Esta amistad con San Luis gravitará fuertemente en el destino de Rivas.
Don Dámaso, es un hombre entrado en años, apasionado (y voluble) por la política, su mayor sueño es convertirse en senador de la República,  tiene una pintoresca y a la vez rígida familia, muy propia del status social de la época, conformada por Doña Engracia Zalazar, una mujer madura y superficial y sus dos hijos mayores (aunque el autor dice al menos haber tres hijos menores más pero los omite): Leonor y Agustín, este último, un esnob, dandi, siútico, pintoresco, sofisticado, alegre y a la vez voluble e ingenuo varón educado en Francia y que usa y abusa de los muchos modismos franceses para expresarse.
Leonor por su parte, es una sorprendente beldad, inteligente y atractiva joven de 19 años, de hermosa cabellera negra y ojos verdes, muy consciente de su elevada posición social y de su incuestionable belleza física, por lo que goza desdeñosamente de los favores de los más preciados y encumbrados pretendientes de la sociedad santiaguina, como si fuere la cosa más natural de la vida. Dos de ellos, el buen mozo empleado público Emilio Mendoza y el muy adinerado, pero feo y tímido Clemente Valencia, compiten por los favores de una aparentemente indiferente Leonor.
Muy cercana a la familia está la familia Elías, compuesta por el severo, interesado y calculador Don Fidel, la romántica doña Francisca (hermana de Don Dámaso) y la dulce prima Matilde, quienes los visitan regularmente.
Martín, de carácter provinciano, sufre con dignidad y firmeza los sutiles desaires que su condición social ostenta ante el encumbrado ambiente plagado de siutiquerías en que se mueve; pero, no puede evitar sentir admiración desde el primer momento y enamorarse por primera vez en su vida de la agraciada hija de Don Dámaso, Leonor Encina. La extraordinaria hermosura, posición social e inteligente personalidad de la agraciada muchacha y por sobre todo, su pobreza, le hace medir el inconmensurable abismo entre ambos.  Acongojado, Rivas decide mantener a toda trance oculto sus sentimientos ya que no posee ninguna esperanza de ser correspondido debido a su condición socioeconómica, aunque se las arregla para mantenerse siempre cerca de ella.
Orgullosa, altanera y soberbia, Leonor intenta humillar sutilmente al protegido de su padre, por considerarlo; provinciano, de orgullosa dignidad y osado para la condición social que ostenta; pero en realidad la razón que la lleva a comportarse de esta singular manera es que no cree producir en Martín el mismo efecto de sumisión y admiración que produce en el resto de los jóvenes que la rodean, que caen rendidos a sus pies, y siendo estos de mucho mejor condición social que Rivas. La aparente firmeza con que Martín se resiste a caer en sus redes es un desafío para su vanidad de mujer. Martín percibe las manipulaciones y el rechazo sutil de Leonor, pero mantiene a todo trance su dignidad, con humildad ocultando celosamente sus intensos y secretos sentimientos.

-" Por la primera vez en su vida, se sentía Leonor humillada en una lucha que ella misma había provocado.  En lugar de los rendidos y banales galanteos de los elegantes con quienes había jugado hasta entonces esta clase juego de vanidad, hallaba la orgullosa sumisión de un hombre obscuro y pobre que no quería doblar la rodilla ante la majestad de su amor propio y le confesaba sin afectación ninguna que no aspiraba a tener la dicha de agradarla..[....]..Y este desengaño, que burlaba su creencia en el poder supremo de su belleza, irritó su vanidad que contaba ya con un nuevo esclavo atado al carro de sus numerosos triunfos"-.

Matilde Elías, la hija de Don Fidel y prima de Leonor, está enamorada de Rafael San Luis; pero un prometedor romance mantenido en el pasado con el enigmático joven había sido truncado al empobrecer súbitamente la familia de Rafael San Luis, por lo que Don Fidel había optado por alejar a San Luis de Matilde usando los oficios de Don Dámaso, quien terminó por romper en definitiva el enlace. Tanto Rafael como Matilde no se habían olvidado el uno el otro; pero no habían hallado la forma de poder reconciliarse y reencontrarse, hasta que gracias a la intervención de Leonor con Martín oficiando este de intermediario ante San Luis y Leonor con Matilde, logran finalmente reencontrarse y reanudar sus proyectos matrimoniales. Ayudaba a la reconciliación el hecho de que Rafael San Luis había convencido a su tío de arrendarle el fundo "El Roble", que despertaba el vivo interés y codicia de don Fidel.
Es precisamente en estas conversaciones celestinas que Leonor mantiene con Martín, con el objeto de reencontrar a esta pareja, en que se entabla en las entrelíneas, una enconada batalla entre la dignidad de Martín ejercida con firme humildad; y el orgullo, la vanidad y la soberbia de la hermosa muchacha.
Mientras tanto, Martín hace amistades en la clase media, especialmente ayudado por Rafael San Luis (fiel enamorado de la prima de Leonor -Matilde-, pareja que constituye un segundo núcleo en la historia). Rafael San Luis frecuenta además una familia de "medio pelo" (clase media) bastante especial, los Molina, compuesta por su madre, la pícara y ambiciosa Doña Bernarda; la desdeñosa, dura de corazón y hermosa Adelaida; el intrigante y flojo, pero ambicioso Amador; y la dulce, tímida y buenamoza Edelmira. Rafael San Luis y Martín son invitados frecuentes de las tertulias que se organizan en la casa de los Molina, a los que se suma el afrancesado Agustín, quien intenta seducir a Adelaida. Los Molina interpretan en estas visitas como una señal de aceptación de su grupo en los más altos círculos de la clase alta criolla.
Juntamente con esta situación de tertulias, la buenamoza y romántica, pero tímida Edelmira se enamora abnegadamente de Martín a quien él, sin embargo, considera solo una fiel e íntima amiga, pero que cobrará un significativo papel en el desenlace de la historia, además Edelmira descubre muy a su pesar que el corazón de Martín pertenece a Leonor.
Esta amistad le traerá a Martín desencuentros con el brusco y destemplado capitán de policía, Ricardo Castaños, quien está loco de amor por Edelmira. Así mismo, el siútico Agustín se meterá en más de un problema por conquistar a la hermana de Edelmira, la astuta y bella Adelaida, quien junto a su hermano Amador lo manipula y solo lo considera un franchute encumbrado y además un bobo de marca mayor, pero gradualmente lo enreda en un escabroso y falso compromiso matrimonial con Adelaida con tal de escalar en estatus social. Agustín, entonces, tendrá que recurrir a Martín para poder zafarse de los enredos en que se mete. Adicionalmente, la impredecible Adelaida mantiene un secreto cuya revelación desatará consecuencias insospechadas.
Los oficios de Martín en el reencuentro entre Matilde y San Luis, la absoluta confianza de Don Dámaso en la delegación e inteligente conducción como encargado de sus negocios, la intervención exitosa en el lío de faldas de Agustín y por sobre todo la dignidad del provinciano, hacen que Leonor se fije, sin querer reconocerlo, en Martín.
Leonor, al ver que no puede vencer la dignidad ni puede ejercer sumisión sobre Martín, empieza a fijarse sin querer en su escurridizo enamorado, descubriendo que por sobre su relativa pobreza, Martín cobija en su ser las bondades de un verdadero hombre, de alma noble y generosa, lo que la lleva -casi por descuido- a abrir una nueva puerta en su corazón a un poderoso mundo de sentimientos y sensaciones nunca antes sentido por ella, después de muchas peripecias y luchas con su orgullo propio.  Será su prima Matilde quien la hará revelar así misma sus incipientes sentimientos respecto de Martín y de la delicadeza de su comportamiento esquivo.
Leonor inteligentemente busca ayuda e información sobre las actividades de Martín, pues cree que el corazón de Martín está depositado en alguna persona de sus frecuentes visitas, averigua y cree erróneamente que Martín está enamorado de Edelmira, cuando en realidad el amor de la muchacha esa ni siquiera es conocido por él. Esta situación le provoca un desconocido y gélido sentimiento de despecho y la coloca como una rival a quien ella considera como mujer de medio pelo o inferior rango social, lo que la mortifica y la hace armarse de mayor soberbia; pero también provoca que aumente su interés en Martín.
Gracias a Martín y Leonor, Rafael San Luis y Matilde están a punto de materializar su compromiso y Don Fidel saca alegres cuentas por la prórroga del arriendo de un fundo llamado "El Roble", de propiedad de Rafael San Luis; pero una escabrosa situación presentada en forma vengativa por Doña Bernarda en defensa de su mancillada hija Adelaida se pone al descubierto; Adelaida ha quedado embarazada de San Luis en uno de sus ocultos amoríos y esto ha sido mantenido en secreto por ambos, hasta que lo confiesa bajo presión a su furibunda madre al momento de dar a luz.
La inesperada revelación rompe el compromiso con Matilde, sumiendo en la desgracia a ambos jóvenes. Nada puede hacer Martín al respecto y Matilde, aconsejada por Leonor, desprecia para siempre a San Luis. Rafael decide pasar un tiempo como anacoreta y opta por refugiarse en La Recoleta Franciscana.
Otra situación se desarrolla casi a la par con los acontecimientos anteriores. Edelmira es conminada por su ambiciosa madre, en connivencia con Amador, a contraer matrimonio con el recientemente ascendido capitán de policía, Ricardo Castaños, a lo que la joven se opone tenazmente por no amarle y decide escapar a Renca, hacia una casa de una tía y pide a Martín que la acompañe.
Esta situación es descubierta y usada por el celoso capitán Castaños y Amador para hacer aparecer a Martín ante los ojos de la familia Encina y en especial a los ojos de la esposa de don Dámaso, la señora Engracia como un tunante secuestrador de mujeres. Al ser encarado, Martín confirma en cierto modo su participación en el hecho sin dejarle opción a mayores aclaraciones y no solo recibe el profundo desprecio de Leonor cuando intenta justificarse ante ella quien se comporta con altanería y sarcasmo ya que ella cree que esta acción confirma que Martín está enamorado de Edelmira; si no que se le obliga tácitamente a abandonar el seno de la familia que lo acogió muy a pesar de Don Dámaso quien ve perder a su brazo derecho.  
La creencia de que Martín tiene amores con Edelmira la despecha profundamente ya que no soporta ser la rival de una mujer de medio pelo y Leonor vuelve a armarse de la aparente coraza de la indiferencia, arrogancia y soberbia; cuando en realidad esto solo aviva su interés por Martín.
Martín viaja a Copiapó aquel verano de 1851 a visitar a su madre y hermana, después de rendir exitosamente sus exámenes para abogado para ver a su familia.
Al hacer un análisis sincero de sus sentimientos, Leonor tiene que reconocer casi con enfado que ha estado enamorada de Martín desde hace tiempo al sentir hondamente su ausencia y que le ha tratado con severidad cuando el joven se intentó disculpar y justificar su actuación en cumplimiento del favor que le había solicitado Edelmira y empieza a dudar de sus propias convicciones y ha reafirmar el nacimiento en su corazón de un poderoso y desconocido sentimiento nunca antes sentido por ella.
En marzo, Martín vuelve a la capital en 1851 conminado por Rafael san Luis para unirse a la causa del Partido Liberal. Martín es invitado a alojarse en casa de San Martín y allí abraza la causa liberal a la que su amigo le ha invitado como una forma de que olvide a Leonor.
Rafael San Luis interpela a Rivas:

-" Tienes un corazón demasiado puro, Martín, para arrojarlo a los pies de una niña orgullosa y llena de inexplicables caprichos: lo pisara sin piedad por el gusto de presentarlo como una victima más sacrificada a su hermosura....[…] porque tímido como eres con las mujeres, cuando más te atreverás a mirarla, y buscarás cualquier pretexto para hacerte nuevamente su esclavo"-

Será por medio de Matilde que Leonor se entere de que Martín ha vuelto a la capital, lo que la llena de encontrados sentimientos nostálgicos  y alegría. Leonor intenta por medio de la amistad entre Agustín y Martín que este regrese a la mansión de los Encina, pero los hechos políticos contingentes impiden este paso.
Edelmira, en el intertanto al saber que Martín ha debido abandonar la casa de los Encina por su causa, se apersona ante Leonor para excusar a Martin y aclarar situaciones, Leonor al principio la recibe con soberbia; pero al aclarar ante la bella aristócrata de las rectas intenciones de Rivas y que nunca hubo amoríos entre ellos, ni mucho menos secuestro, cambia totalmente de actitud alegrándose de la aclaración, confirmando definitivamente a Edelmira para desdicha de ella que Leonor como mujer corresponde a Martín.
Sintiéndose Martín aún despechado y despreciado por la anterior actitud de Leonor y convenciéndose cada vez más de las ideas liberales de su amigo San Luis, como una forma de olvidar a la bella muchacha y en un acto que considera de patriotismo absoluto, Martín se ha incorporado a las ingentes luchas políticas de la época y su vida corre peligro, pues se planea un importante levantamiento armado revolucionario.
A sugerencia de Rafael San Luis, Martín escribe una expresiva carta póstuma a Leonor donde le declara abiertamente sus sentimientos y la envía con un criado de Don Dámaso.
El golpe armado la noche del 19 de abril de 1851 fracasa. Rafael San Luis es herido de muerte en una balacera con el regimiento Chacabuco. El regimiento pro-liberal e insurgente, El Valdivia, se pasa para el lado del gobierno y el levantamiento fracasa. San Luis muere en pos de sus ideales en brazos de Martín, lo cual lo afecta de corazón.
Leonor, esa lúgubre madrugada, recibe la carta póstuma de Martín por parte del criado y al leerla la inunda por un lado de felicidad al saber que Martín corresponde a su amor incipiente; pero se llena de tribulaciones al escuchar los balazos del enfrentamiento revolucionario y de la suerte que corre Martín.
Martín, herido, es perseguido por las calles por ser opositor y activista y se refugia en casa de los Encina como su última opción. Es recibido personalmente por Leonor quien lo lleva a una de las habitaciones, mientras en las calles, Amador y Castaños le buscan por todos lados.
Leonor al ver a Martín en peligro de muerte le asiste y derriba definitivamente el poco orgullo que otrora la caracterizaba al enfrentar la intensa mirada de Martín. Al verse enfrentados, Martín y Leonor se confiesan definitivamente el mutuo amor que desde hace tiempo guardaban. Martín ve realizarse en esos momentos difíciles su sueño: el corazón de Leonor -aquella otrora mujer orgullosa y soberbia, cuya belleza  y riqueza era la deseada por los más encumbrados de la sociedad- le pertenece solo a él.
Martín es detenido como opositor al gobierno y llevado a una cárcel donde espera condena.
Leonor intenta hacer que su padre, Don Dámaso, interceda por Rivas y al ver que su padre es débil ante las circunstancias, revela sus sentimientos a su familia, lo que causa una profunda impresión en el ánimo de su familia. Don Dámaso no se atreve a oponerse a la voluntad de su hija e intenta mover influencias en el Ministerio del Interior, pero fracasa. Finalmente Martín es rematado, puesto en capilla y condenado a muerte por fusilamiento.
Leonor cree morir al saber la noticia y que ni sus influencias ni su riqueza y belleza pueden hacer nada por cambiar la suerte de Martín; pero aún hay una tenue esperanza, Edelmira, quien es pretendida por el capitán de policía de Santiago, Ricardo Castaños. Leonor suplica a la muchacha que sacrifique su felicidad por la vida de Martín ofreciéndose en matrimonio a Castaños si salva a Martín.
La muchacha promete al capitán Castaños que, si ayuda a Martín a fugarse al Perú, ella se casará con él si lo desea. Se hacen los arreglos y Martín escapa a Valparaíso. Martín viaja por vapor a Perú, donde tramitan su indulto.
Edelmira se casa con el capitán Castaños bajo la complacencia de su madre y Agustín se enlaza con su prima Matilde.
Mientras tanto, Don Dámaso le comunica a todos su matrimonio de Martín con Leonor. Don Dámaso Encina le encomienda a Martín todos sus negocios para poder continuar en una carrera ascendente y él poder dedicarse de lleno a la política, que era su pasión.

## Adaptaciones

### Cine
En 1925 Carlos Borcosque produjo y dirigió el largometraje Martín Rivas para cine mudo y en blanco y negro, con la participación de los actores Jorge Infante Biggs, Silvia Villalaz, Rafael Larson, Juan Cerecer, Carmen Domenech, Mercedes Andreu, Pedro Mercier, Gloria Borels, Sara Meza, Juan Stevenson, Guillermo Orchard, Alfredo Rondanelli y Carlos Labordarie.

### Teatro
En 1954 una adaptación de Santiago del Campo se presentó en el teatro, dirigida por Germán Becker y protagonizada por Lautaro Murúa. El actor Tito Heiremans fue el reemplazante para el rol de Martín Rivas; el resto del elenco estuvo conformado por Mario Montilles, Justo Ugarte, Myriam Thorud y Silvia Piñeiro, entre otros.

#### Musical 2013 (Academia de Artes Escénicas Universidad de los Andes)
Con la Dirección General de Ester Rojas y el apoyo de un equipo de profesionales para cada área, la Academia de Artes Escénicas de dicho establecimiento presentó durante octubre de 2013 esta adaptación del clásico de Blest Gana convertido al Teatro Musical, con la composición de Juan Pablo Rojas. Las 8 funciones presentadas entre 21 y 28 de octubre de dicho año contaron con música en vivo, dirigida por Eduardo Browne.

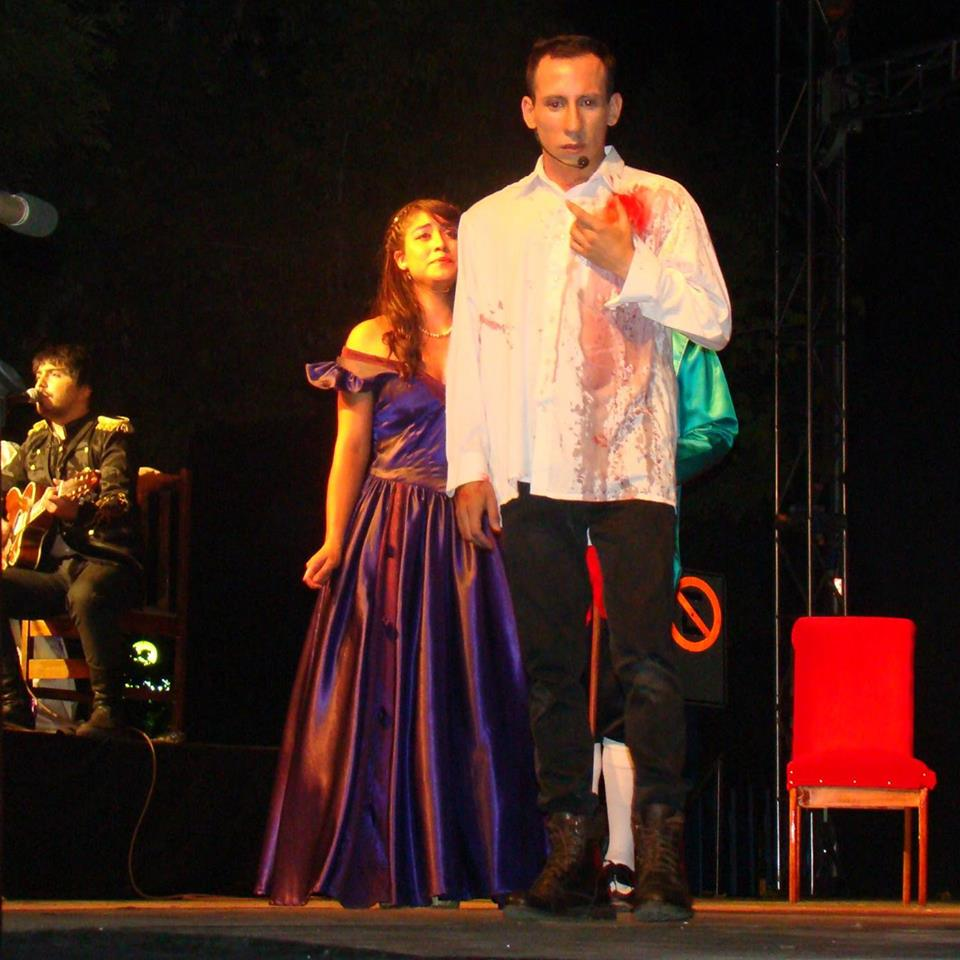
Martin Rivas, Más Que Una Historia De Amor.

#### Martin Rivas, Más Que Una Historia De Amor
En enero de 2015, el director Marcelo Bailey realizó una adaptación de Martin Rivas, en esta obra participaron más de veinte actores, y fue protagonizada por Leandro Gutiérrez, Camila Herrera y Fernanda Salinas. El principal atractivo de esta versión, es que fue llevada a barrios populares de la comuna de Macul, de manera totalmente gratuita. Martin Rivas, Más Que Una Historia De Amor contaba con una especie de banda, que tocaba música en vivo durante las funciones.

### Televisión
La novela fue difundida por Televisión Nacional de Chile en tres ocasiones:

#### Telenovela de 1970
Versión en blanco y negro, con adaptación de Sergio Riesenberg y dirección de José Caviedes. Con Leonardo Perucci en el rol de Martín Rivas.

#### Telenovela de 1979
Versión en color, adaptación y dirección de Sergio Riesenberg, con gran éxito de sintonía. En ella actúan Alejandro Cohen (Martín Rivas), Sonia Viveros (Leonor), Patricio Achurra (Rafael San Luis), Claudia Di Girolamo (Matilde) y un gran elenco. La ambientación de interiores se realizó en el Palacio Cousiño y los exteriores en casonas de la provincia de Colchagua. En esa versión, se destacan las actuaciones de Alejandro Cohen como Rivas, de Patricio Achurra como Rafael San Luis, Silvia Santelices como Adelaida, la encarnación del afrancesado Agustín por parte de Agustín Moya y la actuación especial de Sonia Viveros.

#### Telenovela de 2010
Televisión Nacional de Chile ha dado a conocer otra adaptación televisiva de Martín Rivas, llamada Martín Rivas, Aventuras de un soñador, que ha sido presentada como la teleserie bicentenario. El cinematográfico desembarco del nuevo Martín Rivas] en EMOL, consultado el 16 de enero de 2010. La cual comenzó el 15 de marzo de dicho año, ganando la conocida guerra de las teleseries. El personaje principal lo desarrolla el actor chileno Diego Muñoz (Martín Rivas), y un gran elenco: María Gracia Omegna (Leonor Encina), Pablo Cerda (Rafael San Luis), Ignacia Baeza (Matilde Elías), Álvaro Gómez (Clemente Valencia). A pesar de todo, ha sufrido críticas de los televidentes por alejarse demasiado de la trama original cayendo en la categoría de pobre adaptación, algunos aseveran incluso que "no es la misma historia".